# Jill Scott
Jill Scott (Filadelfia, 4 aprile 1972) è una cantautrice e attrice statunitense.

## Biografia
Inizia a comporre poesie spronata dalla sua insegnante. Viene notata da ?uestlove, batterista dei The Roots, che la invita in studio per comporre e registrare il brano You Got Me nel 1999, realizzato dai The Roots con Erykah Badu. Si unisce nel cast del musical Rent e contribuisce alle produzioni discografiche non solo dei Roots, ma anche di Eric Benét, Common e Will Smith. Partecipa anche ad alcune colonne sonore.
Debutta ufficialmente con l'etichetta discografica Hidden Beach e con il supporto del produttore Jeff Townes. Pubblica Who Is Jill Scott? Words and Sounds Vol. 1 nel luglio 2000. Il disco ottiene un ottimo successo negli Stati Uniti (#17 nella Billboard 200 e certificazione come doppio disco di platino) ma anche nel Regno Unito. Il disco viene apprezzato dalla critica e vince tre Grammy Awards.
Nell'autunno 2001 pubblica Experience: Jill Scott 826+, doppio album live. Seguono Beautifully Human: Words and Sounds Vol. 2 (agosto 2004), che raggiunge il terzo posto in classifica, e The Real Thing: Words and Sounds Vol. 3 (settembre 2007). Nel 2007 pubblica anche un disco che contiene diverse collaborazioni che l'artista ha avuto nel corso della sua carriera.
Dopo la separazione con la Hidden Beach e il passaggio alla Warner, esce Light of the Sun, pubblicato in collaborazione con JR Hutson nel giugno 2011. L'album raggiunge il primo posto nella Billboard 200.
Il successivo disco Woman esce nel luglio 2015.
Nel 2020 collabora con Alicia Keys nel brano Jill Scott contenuto nell'album omonimo della cantante.

## Premi
Come musicista
- Soul Train Awards 2001 - "Best R&B/Soul Female Album" per Who Is Jill Scott? Words and Sounds Vol. 1
- Lady of Soul Awards 2001 - 4 Premi
- Grammy Awards 2005 - "Best Urban/Alternative Performance" per Cross My Mind
- Grammy Awards 2007 - "Best Traditional R&B Performance" per God Bless the Child con George Benson e Al Jarreau
- Grammy Awards 2008 - "Best Urban/Alternative Performance" per Daydreamin'
- Soul Train Awards 2011 - "Best R&B/Soul, Female"
- Soul Train Awards 2011 - "Best R&B/Soul Album, Female" per The Light of the Sun

Come attrice
- Image Awards 2011 - "Outstanding Actress in a Television Movie, Mini-Series or Dramatic Special" per Sins of the Mother
- NAMIC Vision Awards 2010 - "Best Performance- Drama" per The No. 1 Ladies' Detective Agency

## Discografia
- 2000 - Who Is Jill Scott? Words and Sounds Vol. 1
- 2004 - Beautifully Human: Words and Sounds Vol. 2
- 2007 - The Real Thing: Words and Sounds Vol. 3
- 2011 - The Light of the Sun
- 2015 - Woman

### Raccolte
- 2007 - Collaborations
- 2011 - The Original Jill Scott from the Vault, Vol. 1
- 2015 - Golden Moments

### Live
- 2001 - Experience: Jill Scott 826+
- 2008 - Live In Paris+

## Filmografia

### Cinema
- Cavedweller, regia di Lisa Cholodenko (2004)
- Block Party (Dave Chappelle's Block Party), regia di Michel Gondry (2005)
- Hounddog, regia di Deborah Kampmeier (2007)
- Why Did I Get Married?, regia di Tyler Perry (2007)
- Why Did I Get Married Too?, regia di Tyler Perry (2010)
- Get on Up - La storia di James Brown (Get on Up), regia di Tate Taylor (2014)

### Televisione
- Girlfriends – serie TV, episodi 4x12-4x13-4x16-4x19 (2004)
- The No. 1 Ladies' Detective Agency – serie TV, 7 episodi (2008–2009)
- Black Panther – serie TV, 6 episodi (2010) – voce
- Law & Order - Unità vittime speciali (Law & Order: Special Victims Unit) – serie TV, episodio 11x17 (2010)
- Fringe – serie TV, episodio 5x08 (2012)
- Being Mary Jane – serie TV, episodio 3x05 (2015)
- Con questo anello (With This Ring), regia di Nzingha Stewart – film TV (2015)
- Black Lightning – serie TV, episodi 1x03-1x04-1x07 (2018)
- Highway to Heaven, regia di Stacey K. Black – film TV (2021)
- Abbott Elementary – serie TV, episodio 4x20 (2025)